# St. Willehad (Groß Grönau)

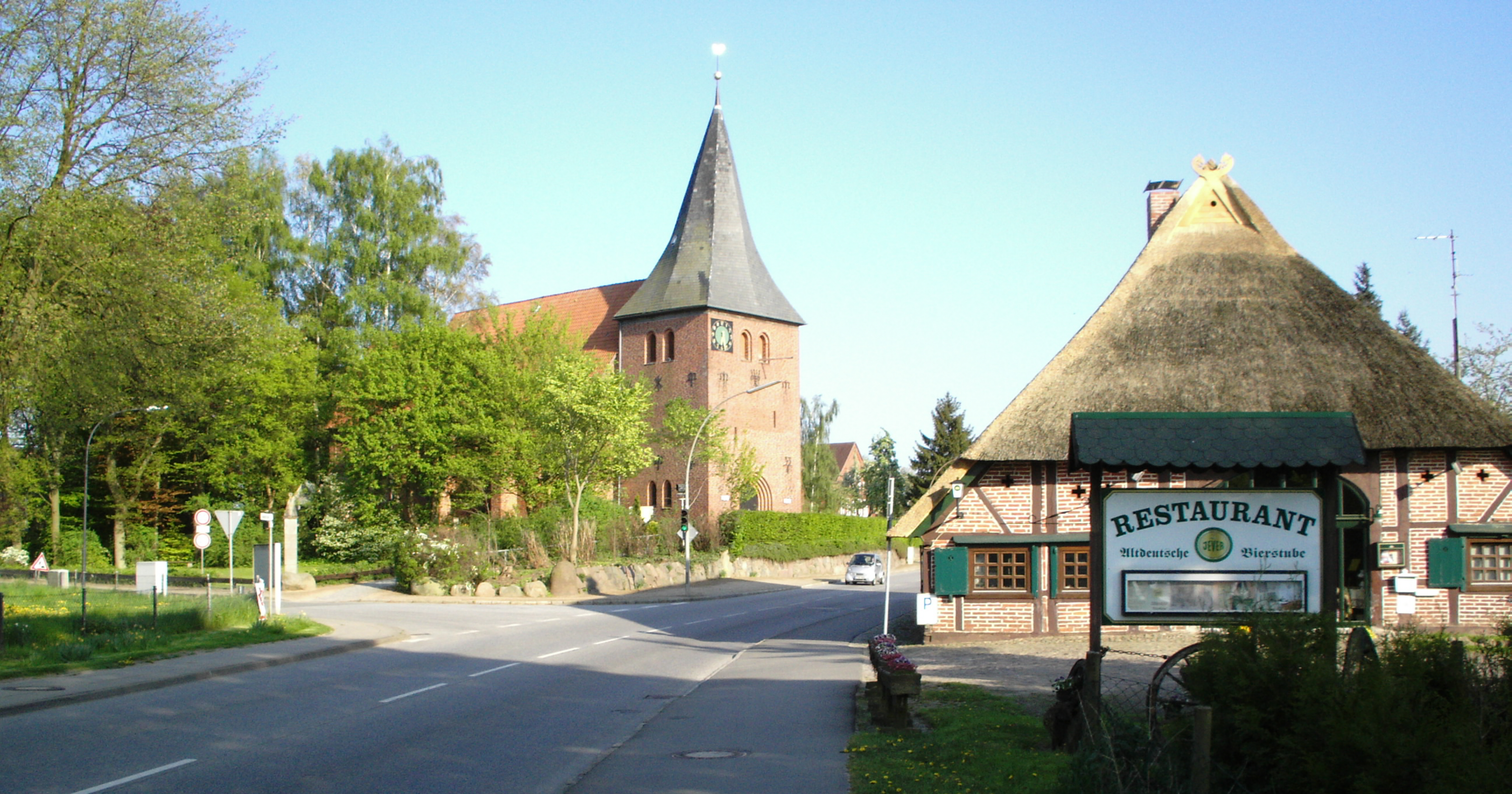
Blick von Nordwesten

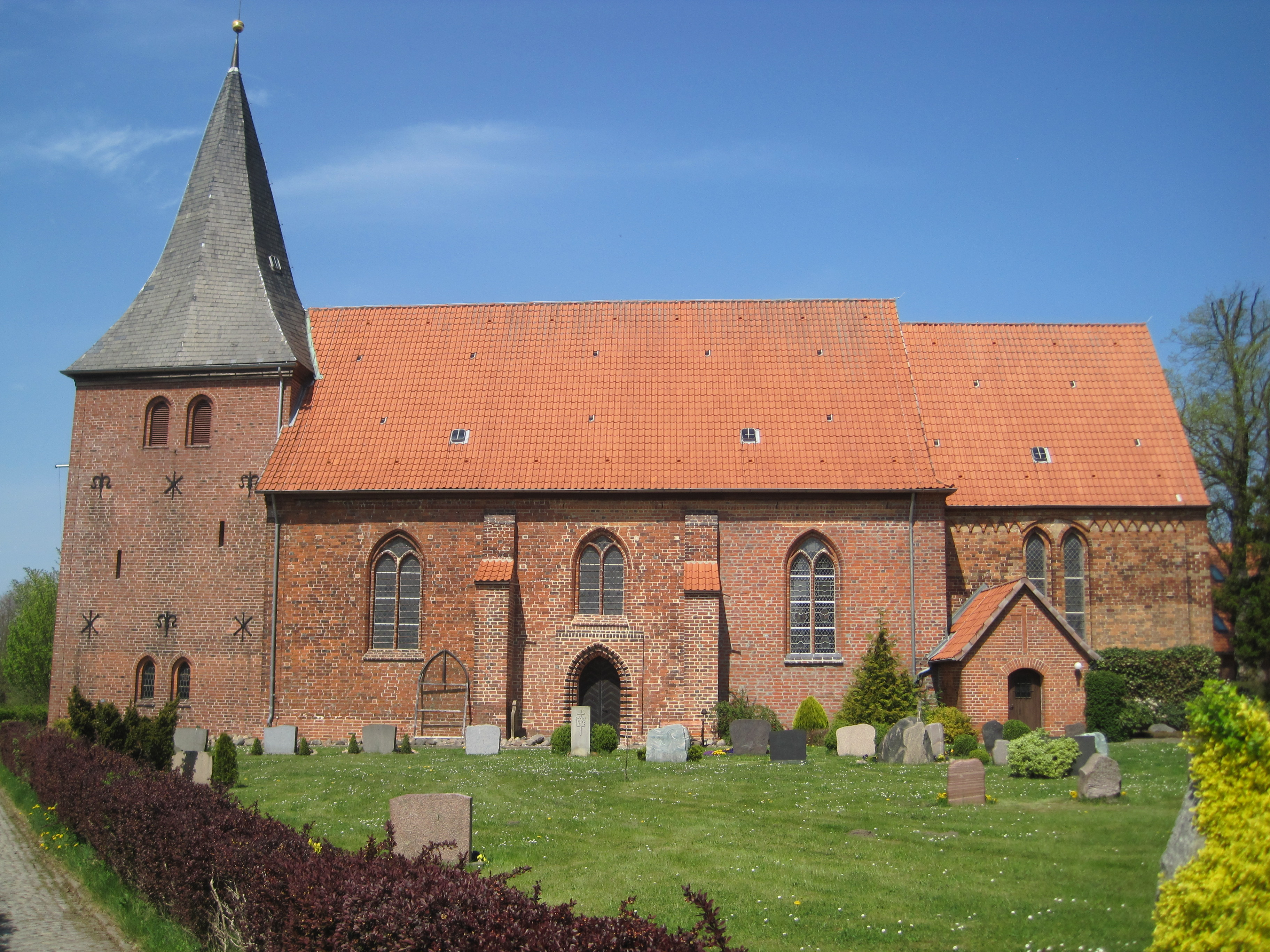
Kirchengebäude von Süden

St. Willehad ist eine Kirche der evangelisch-lutherischen Kirchengemeinde in Groß Grönau im Kreis Herzogtum Lauenburg (Schleswig-Holstein). Sie wurde im mittleren 13. Jahrhundert errichtet und ist nach Willehad benannt, der im 8. Jahrhundert als Missionar wirkte und 788 erster Bremer Bischof wurde.

## Geschichte
Groß Grönau („Gronowe“) wird zum ersten Mal urkundlich erwähnt im Ratzeburger Zehntregister des Bischofs von Ratzeburg 1230. Damals gehörte der Ort noch zur Parochie Krummesse, hatte wohl aber mit dem erwähnten „Volcmarus“, dem die Hälfte des Zehnten von Grönau, „Sarowe“ und „Toradestorp“ zustand, bereits einen eigenen Priester. Wenig später war Grönau ein selbständiges Kirchspiel, zu dem außer den bereits genannten Dörfern auch die Lübecker Dörfer Klein Grönau, Blankensee, Falkenhusen und Schattin gehörten.

## Kirchengebäude
Die Kirche ist ein einschiffiger Backsteinbau aus dem mittleren 13. Jahrhundert. Der mit einem kuppeligen, mit einer schlichten Rippenbemalung mit Quadern und Rauten verzierten Kreuzrippengewölbe überwölbte Kastenchor mit Sockel, Ecklisenen und Fries und blendengeziertem Giebel und östlicher Dreifenstergruppe sowie zweiluchtigen Fenstern an den Seiten wird auf die Zeit der Frühgotik kurz vor dem Jahre 1230 datiert. Der Chor zeigt den typischen geraden Abschluss der Kirchen des Ratzeburger Sprengels. Die Rückwand des Giebels über der Dreifenstergruppe wird unten durch ein doppeltes deutsches Band begrenzt, oben durch einen steigenden Winkelfries begrenzt und erhält drei Blendmuster, ein Kreuz und zwei ungleiche, jetzt zugemauerte Fenster. Das Südportal des Chores befindet sich in einem neueren Vorhaus.
Etwas jünger als der Chor ist das hochgotische drei Joch lange Kirchenschiff mit vier kräftigen Stützpfeilern, Westportal und Westgiebel mit dem Rest einer stattlichen Blendengliederung. Das Kirchenschiff besaß ursprünglich auch ein Kreuzgewölbe, wie von innen am Verlauf des Mauerwerkes zu sehen ist. Dieses Kreuzgewölbe stürzte jedoch in der Nacht vom 18. Juni 1737 ein. Bei der Sanierung des Kirchenfundaments im Jahre 1972 stellte man fest, dass die beiden südlichen äußeren Stützpfeiler mit Bauschutt gefüllt waren und kein Fundament besaßen, was vermutlich zur Instabilität des Gewölbes führte. Nach dem Einsturz wurden die Außenmauern erhöht und eine flache Holzbalkendecke eingezogen.
Ein vierkantiger Westturm im Fachwerkbau mit achtseitigem Helm wurde erst nach 1700 (laut Kirchenchronik zwischen 1698 und 1705) angefügt. Die Jahreszahl 1777 an der zur Straße gerichteten Westseite des Turms erinnert vermutlich an eine Renovierung. Die zweite Jahreszahl 1933 gibt an, dass in dem genannten Jahr der Turm in Backstein völlig grunderneuert worden ist.
Ein kleiner verputzter Gruftanbau in klassizistischen und gotisierenden Formen wurde etwa 1815 nördlich am Chor angebaut.
Renovierungen und Umgestaltungen fanden in den Jahren 1905, 1934, 1959, 1985 und 2002 statt. Besonders einschneidend war die Renovierung 1934, bei der das alte Gestühl und die Emporen an der Nordwand von Kirchenschiff und Chor entfernt wurden.

## Ausstattung

### Weihekreuze
Im Zuge der Instandsetzung der Kirche im Jahre 1934 wurden 17 Weihekreuze wiederentdeckt und wiederhergestellt. Da Teile des ursprünglichen Mörtels abgeschlagen waren, konnte die ursprüngliche Anzahl der Kreuze nicht mehr eindeutig nachgewiesen werden. Eine Anzahl von 18 Weihekreuzen wäre gut erklärbar: 12 Kreuze im etwas jüngeren Langhaus, sechs Kreuze im Chor. Die Kreuze im Chor und im Langhaus haben unterschiedliche Formen, das kann einerseits durch die Funktion und andererseits durch die unterschiedliche Ausführungszeit erklärt werden. Das fehlende Kreuz befand sich vermutlich am Chorbogen. Wie eine Untersuchung des Weihekreuzes am südlichen Bereich der östlichen Chorwand 2002 zeigte, wurde dieses ursprünglich gotische Weihekreuz im 20. Jahrhundert dreimal überarbeitet (1934, 1959 und 1985). Recht gut freilegbar ist die älteste, vermutlich gotische Fassung, denn sie weicht von der heutigen Ausführung in Form und Farbe ab. Die Grundlage ist zwar ähnlich, das Kreuz war jedoch nicht in der Mitte aufgefüllt. Am zweiten Kreuz konnten im Langhaus analoge Befunde festgestellt werden. Dort entspricht die heutige Fassung in der Grundlage dem Original.

### Wandmalereien
In gotischer Zeit war die Kirche vermutlich mit Darstellungen von biblischen Szenen und Heiligen ausgemalt. Neben den Weihekreuzen wurden bei der Instandsetzung 1934 auch Reste dieser Wandmalereien wiederentdeckt, deren Bestand auf Fotos von 1934 festgehalten ist. Sie wurden allerdings wieder überputzt. Im Jahr 2002 zeigte sich, dass die Malschicht bei den Wandmalereien an den Chorwänden stark reduziert und in ihrer Farbigkeit sehr verblasst ist, so dass eine Freilegung nicht sinnvoll erschien. Nur bei einer nahezu vollständig erhaltenen Madonna mit dem Christuskind an der Westseite der nördlichen Chorbogenwand schien eine Freilegung sinnvoll, wurde aber bisher nicht realisiert.

### Fenster
Die Fenster sind lange schmale Spitzbogenfenster der Frühgotik, an den Chorseiten gepaart, außen eingekantet. An der Ostwand bilden sie eine gestaffelte Dreiergruppe.
Die Glasmalereien des östlichen Südfensters neben der Kanzel sind besonders wertvoll. Dort befinden sich acht Wappen beziehungsweise Hausmarken der ehemaligen Besitzer des Gutes Tüschenbek, darunter jeweils eines von 1607, 1608 und 1664. Das Gildeemblem der Stecknitzfahrer ziert das Fenster am oberen Ende.
Das westliche Nordfenster wurde am Ewigkeitssonntag 1955 zum Gedenken für die Kriegsopfer gestiftet. Die Wappen von Ost- und Westpreußen, Pommern, Lauenburg und Lübeck bezeichnen den Raum, aus dem die Gemeindeglieder, darunter viele Vertriebene, stammten.

### Altar
Das dreiteilige Altarretabel stammt aus dem Jahr 1730. Im Mittelteil zeigt es eine Kreuzigungsgruppe, bei der jedoch Johannes durch Maria Magdalena ersetzt ist, vor einer rundbogigen Nische, flankiert von den allegorischen Holzfiguren Hoffnung (mit Anker) und Glauben (mit Bibel). Mit einer Engelfigur auf jeder Seite schließt die Figur des auferstandenen Christus den Altaraufbau ab. Möglicherweise befand sich der Barockaltar, der Ähnlichkeiten zum Fredenhagenalter in der Lübecker Marienkirche aufweist, ursprünglich im St.-Johannis-Kloster in Lübeck, dessen Kirche nach der Verstaatlichung 1803 abgerissen wurde. Der Kunsthistoriker Richard Haupt hält den Altar jedoch für die Arbeit einer ländlichen Holzschnitzerei.

### Taufbecken
Das 63 cm hohe Taufbecken aus Kalksandstein mit schalenförmiger, innen runder, außen zwölfeckiger Kuppa aus dem 13. Jahrhundert ist das älteste Inventar der Kirche. Diese Taufe wurde 1936 wieder aufgefunden, nachdem sie wahrscheinlich im vergangenen Jahrhundert aus dem Kirchenraum entfernt worden war. Jahrelang diente das Becken als Viehtränke auf dem Kirchengelände. Wenige Zeit nach der Restauration wurde das Becken wieder in der Kirche aufgestellt und wird seitdem wieder in seiner ursprünglichen Funktion gebraucht.
Ein zweites außergewöhnlich bunt bemaltes Holztaufbecken stellte vermutlich 1721 ein ortsansässiger Fassbauer her. Die Figuren, die das einer mittelalterlichen Bronzefünte nachempfundene Tauffass tragen, stellen die Symbole der vier Evangelisten dar: eine Menschenfigur als Symbol des Evangelisten Matthäus; eine Löwenfigur symbolisiert den Evangelisten Markus, eine Stierfigur den Evangelisten Lukas und ein Adler den Evangelisten Johannes.

### Kanzel
Die Kanzel aus dem Jahr 1602 ist ein Beispiel des Manierismus. Sie besteht aus einem unten ausbauchenden Korb, der von einer Säule getragen wird. In den Brüstungsfeldern des Kanzelkorbs befinden sich Leinwandbilder mit Gemälden der vier Tugenden caritas (Liebe), fides (Glaube), spes (Hoffnung), humilitas (Demut), in denen des Kanzelaufgangs Prophetenbilder. Diese Gemälde wurden wahrscheinlich im Jahre 1664 angebracht. Treppen- und Kanzelinnenseite sind mit Goldledertapete und Blumenwerk aus dem späten 17. Jahrhundert verziert. Bilder und Tapete sind Stiftungen des Herzogs Franz Erdmann von Sachsen-Lauenburg, wie die Inschrift auf der Kanzeltreppe besagt. Franz Erdmann besaß eine Sommerresidenz, den Fürstenhof, in Groß Grönau und war Kirchenpatron.

### Opferstock
Am Kirchenausgang im Turm steht der aus Eiche mit Eisenbeschlag gefertigte Opferstock aus dem Jahre 1639.

### Ehemalige Ausstattungsstücke
Im Landesmuseum Schloss Gottorf befinden sich einige Tafeln eines kostbaren Alabasteraltars, der um 1400 vermutlich in England geschaffen wurde. Die erhaltenen Tafeln, die in einen hölzenern Schrein eingebettet waren, zeigen die Verkündigung an Maria, die Anbetung der Könige, einen Gnadenstuhl, die Krönung Mariens durch die als drei Männer dargestellte Trinität und Maria im Strahlenkranz. Ebenfalls im Landesmuseum werden Teile von im 15. Jahrhundert hergestellten Flügelaltären aufbewahrt: Vier geschnitzte Apostel- oder Heiligenfiguren, ein Altarschrein mit einer von einem betenden Stifterpaar mit sechs Söhnen und fünf Töchtern gerahmten Kreuzigungsgruppe sowie zwei Holzplastiken mit Darstellung der Anbetung der Könige. Diese mittelalterlichen Kunstschätze wurden um 1880 an das Thaulow-Museum abgegeben.
Franz Erdmann stattete die Kirche zudem 1652 mit einem zweigeschossigen Fürstengestühl („Prieche“) aus, das im 19. Jahrhundert aus der Kirche entfernt wurde. Im Kreismuseum Ratzeburg befinden sich einige Reste davon wie z. B. die Zugangstür und einige Bildnispfeiler, darunter vier, die Herzog Franz Erdmann mit seiner Cousine und späteren Ehefrau Sibylle Hedwig, mit er sich 1652 verlobt hatte, sowie seine Schwiegereltern, Herzog August und dessen erste Frau Elisabeth Sophie von Schleswig-Holstein-Gottorf, darstellen.

## Orgel

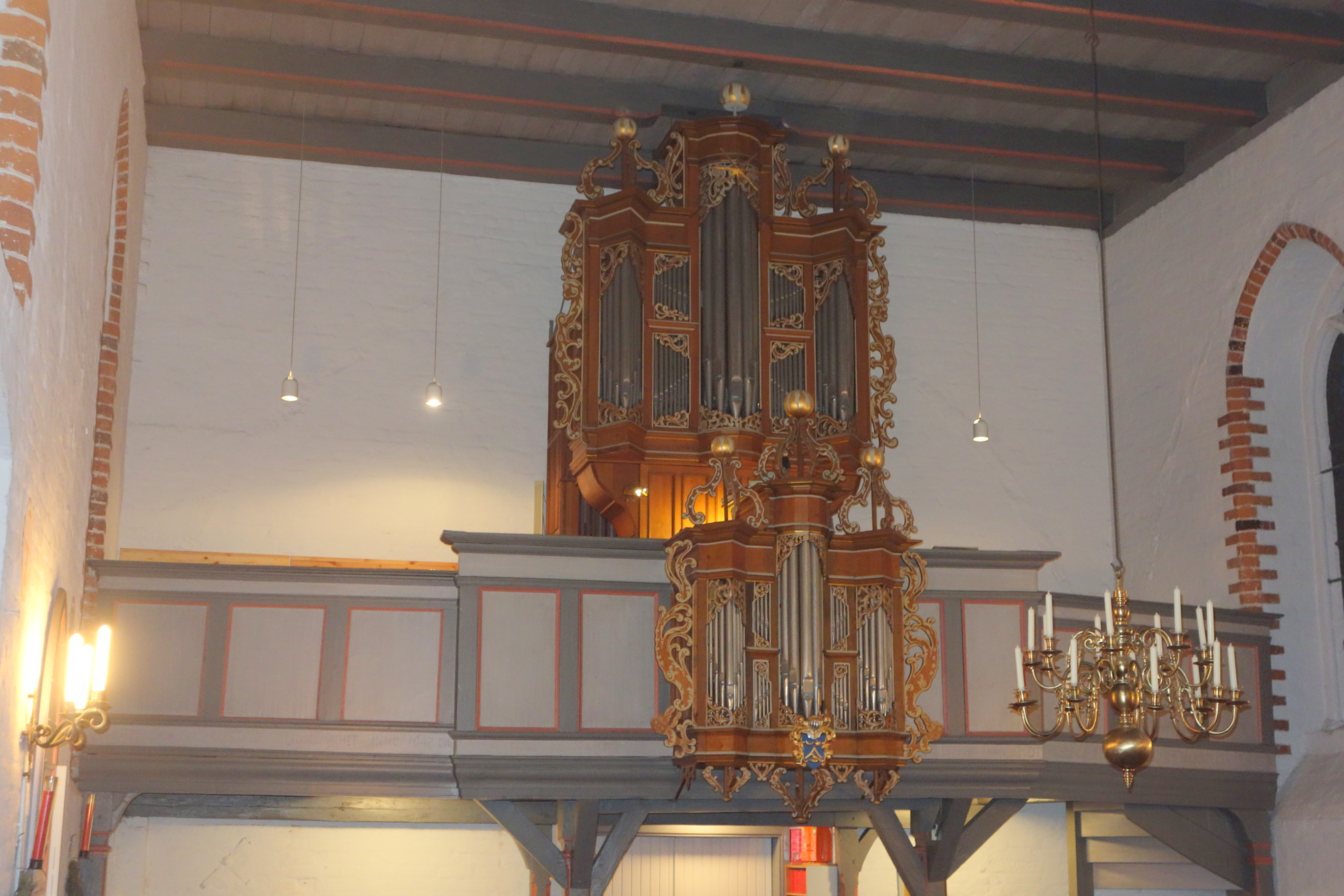
Empore mit Orgelprospekt

Die erste Orgel der Grönauer Kirche stammt aus dem Lübecker St. Johannis-Kloster, für das sie 1689 hergestellt worden war. Nach der Auflösung des Klosters und dem Abriss der Kirche wurde sie 1806 von der Grönauer Kirchengemeinde erworben. Am Rückpositiv befindet sich das Wappen der Äbtissin Katharina von Dorne, die diese Orgel ihrem St. Johannis-Kloster gestiftet hatte. Im 19. Jahrhundert waren verschiedene Reparaturen notwendig, weshalb die Gemeinde sich im Jahre 1906 zu einem Neubau einer Orgel in dem auffällig schönen barocken Gehäuse von 1689 entschloss. Diese Orgel wurde im Jahr 1911 fertiggestellt. Dieses Instrument tat über viele Jahrzehnte seinen Dienst, bis seine Alterung und die musikalische Geschmacksveränderung eine neue Orgel erforderlich machten.
Die heutige Orgel von 1968 ist ein Werk der Firma Klaus Becker aus Kupfermühle; sie wurde in das alte ursprüngliche Gehäuse eingebaut und hat 18 Register auf zwei Manualen und Pedal.

## Glocken
Die Kirche besitzt drei Glocken aus verschiedenen Jahrhunderten. Die Größe der Glocken ist für eine Dorfkirche ungewöhnlich.
| Nr. | Schlag-ton | Guss-jahr | Gewicht ca. | Durch-messer | Höhe  | Merkmale |
| --- | ---------- | --------- | ----------- | ------------ | ----- | --- |
| 1   | fis1       | 1497      | 900 kg      | 116 cm       | 90 cm | Auf der Mitte ihrer Fläche steht in gotischen Minuskeln die Inschrift sancte willehade ora pro nobis („Heiliger Willehad, bete für uns.“), auf der gegenüberliegenden Seite ist der Name der heiligen Katharina zu lesen (sca katerina virgo). Oben auf dem Rand steht mit gleichen Buchstaben die Inschrift „anno dni mccccxcvii do wardt ick osanna in de ere gades geghaten d. thomas werneri plebanus in gronowe.“ Diese nennt das Jahr des Gusses, den Namen der Glocke, sowie den Namen des Ortspriesters. Auf dem unteren Rand läuft, ebenfalls in gotischen Minuskeln, eine Umschrift, von der aber nur noch einzelne Wörter zu lesen sind, da ganze Stellen teilweise abgeschliffen, abgemeißelt zu sein scheinen, andere sind so verschmutzt, dass sie unkenntlich geworden sind. Richard Haupt vermutete, dass hier die Namen der Kirchgeschworenen standen, die die Glocke in Auftrag gaben. |
| 2   | gis1       | 14. Jh.   | 750 kg      | 106 cm       | 96 cm | Außer einer sehr fehlerhaften Inschrift (consonor vi(v)o fleo mortuo pello nosciva) am oberen Rand ist die Glocke schlicht, sie ist sicherlich die wertvollste Glocke des Geläutes. Sie schlägt die Stunde. |
| 3   | h1         | ?         | ?           | 77 cm        | 62 cm | Bis auf zwei Zeichen, möglicherweise Gießerzeichen, ist die Glocke schlicht. |

Eine vierte ebenfalls mittelalterliche Glocke, eine kleine Erntedankglocke, musste 1942 zum Einschmelzen abgeliefert werden. Sie hatte einen Durchmesser von 0,35 m und eine Höhe von 0,25 m. Sie trug keinerlei Inschrift, Verzierung oder Marke.

## Gemeinde
Die Kirchengemeinde Groß-Grönau ist Teil des Kirchenkreises Lübeck-Lauenburg in der Evangelisch-lutherischen Kirche in Norddeutschland. Zur Kirchengemeinde Groß Grönau gehören die Lauenburgischen Gemeinden Groß Grönau, Groß Sarau, Klein Sarau, Hornstorf und Tüschenbek, der Lübecker Stadtbezirk Blankensee und das mecklenburgische Dorf Schattin. Außer in der St.-Willehad-Kirche feiert die Kirchengemeinde auch Gottesdienste in der Wegekapelle des Siechenhauses in Klein Grönau.